# St. Gertrud (Essen)
St. Gertrud ist ein nach dem Zweiten Weltkrieg wiederaufgebautes, katholisches Kirchengebäude im Norden der Essener Innenstadt. 2025 wurde es verkauft, um darin ein Zentrum für Kunst, Kultur und Bildung aufzubauen.

## Geschichte

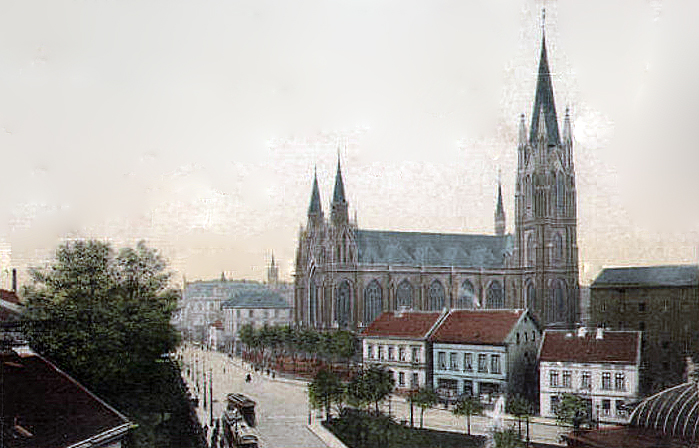
Kirche St. Gertrud um 1907

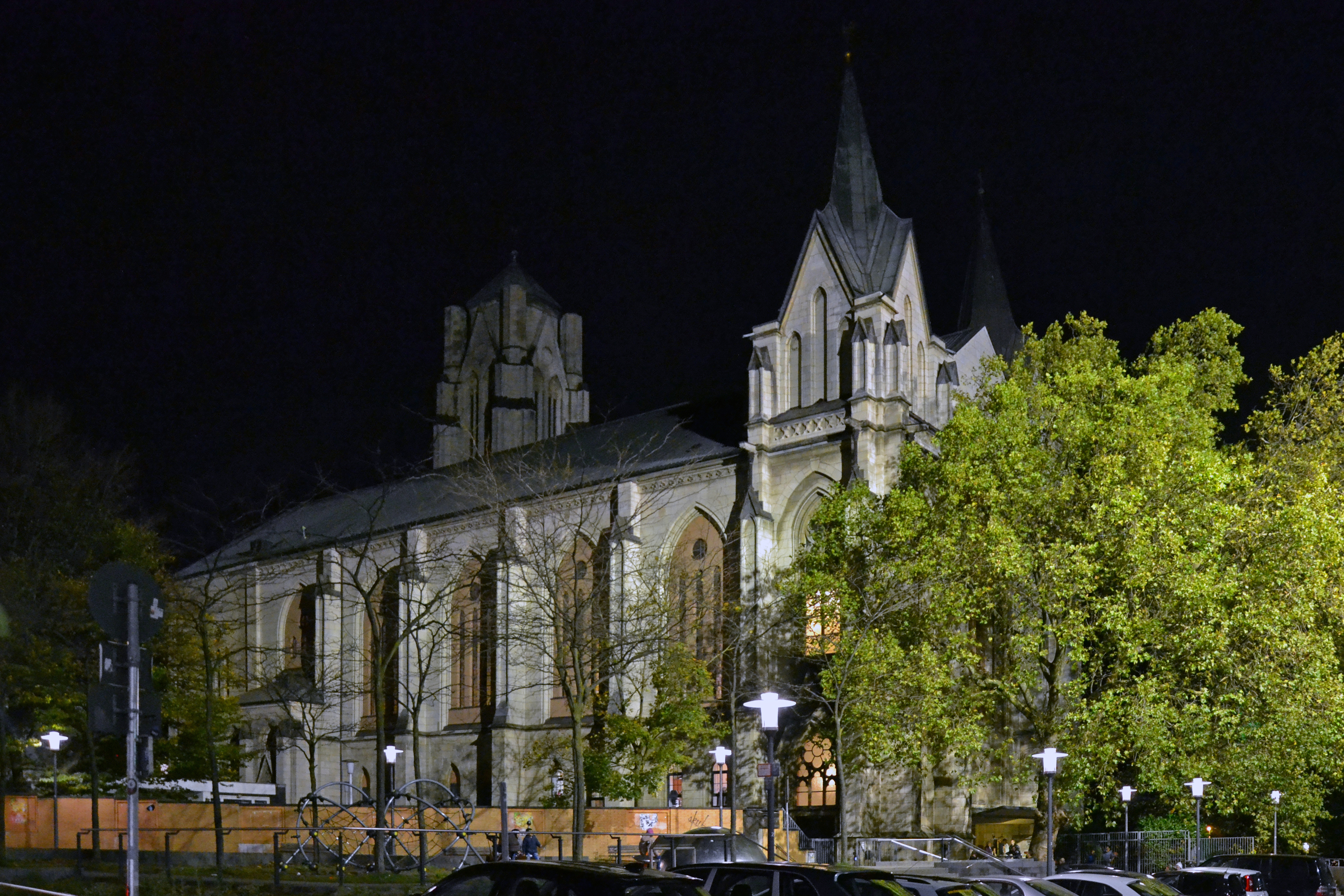
Ansicht von Südosten (2017)

Durch den Bevölkerungszuwachs Essens aufgrund der industriellen Revolution war das Essener Münster, das sich seit der Aufhebung des Stifts die beiden katholischen Innenstadtgemeinden als Pfarrkirche teilten, zu klein geworden. Da die nördliche Innenstadtgemeinde St. Johannis bis zur Aufhebung des Stifts die dem Münster vorgelagerte Kirche St. Johannis genutzt hatte, sollte diese im Münster verbleiben, während für die nördliche Innenstadtgemeinde ein Neubau entstehen musste, da diese ihre St. Gertrudiskirche aufgrund der Reformation verloren hatte. Die Trennung der Gemeinden St. Johannis und St. Gertrud wurde 1867 vereinbart. Die neue, ursprünglich dreischiffige Hallenkirche aus Sandstein wurde in den Jahren 1872 bis 1877 nach Plänen von August Rincklake in der Nähe des ehemaligen Viehofer Tores errichtet. Sie orientierte sich stilistisch an frühgotischen Vorbildern und untersteht dem Patrozinium der heiligen Gertrud von Nivelles. 
Die Einsegnung der noch nicht komplett fertiggestellten Kirche fand bereits am 14. Dezember 1875 statt. Den Feierlichkeiten wohnten neben dem Architekten Rincklage unter anderem auch Oberbürgermeister Gustav Hache, der Verleger Anton Fredebeul, der Unternehmer Hermann Elting, Pfarrer Peter Beising und das Kirchenvorstandsmitglied Franz Arens bei.
Im Zweiten Weltkrieg wurde die Kirche zerstört und danach bis 1955 durch den Essener Architekten Emil Jung stark verändert wiederaufgebaut.

### Turm und Glocken
Der Turm der Kirche ist heute 59 Meter hoch. Vor dem Zweiten Weltkrieg maß er 75 Meter. Er enthält ein fünfstimmiges Glockengeläut aus Bronze, das 1957 von Wolfgang Hausen in der Glockengießerei Mabilon gegossen wurde.
| Nr. | Name     | Durchmesser | Gewicht | Schlagton |
| --- | -------- | ----------- | ------- | --------- |
| 1   | Gertrud  | 1806 mm     | 3500 kg | a°+4      |
| 2   | Christus | 1354 mm     | 1500 kg | d′+2      |
| 3   | Maria    | 1211 mm     | 1050 kg | e′+2      |
| 4   | Joseph   | 1070 mm     | 0750 kg | fis′+2    |
| 5   | Michael  | 1009 mm     | 0600 kg | g′+3      |

Das erste Geläut wurde 1891 gegossen. Es besaß die 1249 Kilogramm schwere Petrusglocke, die an den Pfarrer Peter Beising erinnern sollte. Sie trug die Inschrift: Die Glocke de hl. Petrus verkündet durch den Weltenraum den Glauben Petri.

## Kirchenausstattung

### Monstranz
Die Kirche beherbergt eine 91 cm hohe Monstranz aus vergoldetem Silber mit der Jahreszahl 1521. Über dem sechsseitigen Fuß folgt ein sechsseitiger Untersatz, auf dem ein Glaszylinder mit zwei seitlich hohen Streben mit den Statuetten der Heiligen Petrus, Paulus, Sebastian und Christian. Über dem Zylinder befindet sich der Aufbau der Hl. Gertrud, des Gottvaters, Jesu Christi und des Heiligen Geistes.

### Orgel
Die Orgel von St. Gertrud wurde 1955 von der Manufaktur Klais Orgelbau gebaut und in der Kirche aufgestellt. Sie verfügt über 20 Register auf zwei Manualen und Pedal. Das Vorgängerinstrument der Manufaktur Orgelbau Sauer aus dem Jahr 1884, das den Zerstörungen im Zweiten Weltkrieg zum Opfer fiel, hatte einen etwa den doppelten Umfang (41 Register auf drei Manualen und Pedal).

## Pfarrei
Vor der Strukturreform des Bistums Essen im Jahr 2008 war St. Gertrud unter anderem mit der heute aufgelösten Pfarrei des Essener Doms und der ebenfalls aufgelösten Gemeinde von St. Marien im Segeroth verbunden. Heute gehören zur Pfarrei St. Gertrud die Kirchen Heilig Kreuz im Südostviertel, St. Bonifatius in Huttrop, St. Ignatius in Holsterhausen und St. Michael am Wasserturm.

## Zukunft als Zentrum für Kunst, Kultur und Bildung
Im Rahmen des Pfarreienentwicklungsprozesses wurde im Jahr 2018 entschieden, sich von der Kirche zu trennen, da die aktive Mitgliederzahl der Ortsgemeinde in den vergangenen Jahren deutlich zurückgegangen ist. Im Frühjahr 2025 verkaufte das Bistum Essen das Kirchengebäude und das Pfarrhaus an die Gertrudis GmbH & Co. KG. Die letzte Heilige Messe wurde am 22. Juni 2025 mit Bischof Franz-Josef Overbeck gefeiert und die Kirche entweiht. Die Pfarrei-Verwaltung und kirchliche Angebote werden in das Umfeld des Essener Doms verlegt. Künftiger Ankermieter der Kirche St. Gertrud wird die private Hochschule der bildenden Künste Essen, die zum Wintersemester 2025/2026 hier den Betrieb aufnehmen wird. In der Kirche selbst sind für die neue Nutzung nur geringfügige Umbauten notwendig.